# Bruno Miot
Bruno Miot (* 2. November 1965 in Domfront) ist ein französischer Rallye Raid-  und Rundstreckenrennfahrer.

## Karriere als Rennfahrer
Bruno Miot war Ende der 1980er-Jahre nach Anfängen im Kartsport in den Monopostosport gewechselt. Er ging in den französischen Formel-Ford- und Formel-3-Meisterschaften an den Start. 1993 bestritt er gemeinsam mit Richard Balandras und Jean-Bernard Bouvet auf einem Spice SE89C das 24-Stunden-Rennen von Le Mans und beendete es an der 20. Stelle der Gesamtwertung.
Nach dem Tod seines Vaters beendete er im Sommer 1993 seine Karriere und wanderte auf die Antillen-Insel Saint-Barthélemy aus. Dort erwarb er eine Kraftfahrzeug-Werkstatt und arbeitete nebenbei bei einem Immobilienmakler. 2011 gab er ein Comeback und geht seither bei Rallye Raids an den Start.

## Statistik

### Le-Mans-Ergebnisse
| Jahr | Team         | Fahrzeug    | Teamkollege       | Teamkollege         | Platzierung | Ausfallgrund |
| ---- | ------------ | ----------- | ----------------- | ------------------- | ----------- | ------------ |
| 1993 | Graff Racing | Spice SE89C | Richard Balandras | Jean-Bernard Bouvet | Rang 20     |              |